# Matière
Pour les articles homonymes, voir Matière (homonymie).
En physique, la matière est ce qui compose tout corps (objet ayant une réalité spatiale et massique), c'est-à-dire une substance matérielle « dont les caractéristiques fondamentales sont l'étendue et la masse ». Les quatre états de la matière les plus communs sont l'état solide, l'état liquide, l'état gazeux et l'état plasma. Réciproquement, en physique, tout ce qui a une masse est de la matière.
La matière ordinaire qui nous entoure est formée principalement de baryons et constitue la matière baryonique. Cette définition exclut les bosons fondamentaux, qui transportent les quatre forces fondamentales, bien qu'ils aient une masse et/ou une énergie.
Le matériau est le type, la sorte ou la classe de matière utilisé pour réaliser une pièce.

## Étymologie
Le mot matière vient du latin materia (« bois, matériaux de construction ») correspondant au grec hyle (« matériaux, forêt, jungle, bois, construction »). En langue française, on trouve historiquement du XIIe siècle jusqu'au XXe siècle le concept de substance matérielle tangible.
En général, le terme « matière » des philosophes fait référence à la réalité sensible, tout ce qui peut être objet d'expérience.

## Physique

### États de la matière
La matière peut se retrouver dans plusieurs états ou phases. Les quatre états les plus connus sont solide, liquide, gazeux, et plasma. Il existe aussi d'autres états un peu plus exotiques, tels que cristal liquide, condensat de Bose-Einstein, superfluide et fluide supercritique. Lorsque la matière passe d'un état à l'autre, elle effectue une transition de phase. Un changement d'état n'est pas une transformation chimique. Ce phénomène est étudié en thermodynamique via les diagrammes de phase. La transition de phase se produit lorsque certaines caractéristiques de la matière changent : pression, température, volume, densité, énergie, etc.

### En physique des particules
La matière au niveau fondamental est constituée de quarks et de leptons. Les quarks se combinent pour former des hadrons, principalement des baryons et des mésons via la force forte, et sont présumés toujours confinés ainsi. Parmi les baryons se trouvent le proton (dont la charge électrique est positive) et le neutron (de charge électrique nulle), qui eux se combinent pour former les noyaux atomiques de tous les éléments chimiques du tableau périodique. Normalement, ces noyaux sont entourés d'un nuage d'électrons (de charge électrique négative et exactement opposée à celle du proton). L'ensemble formé par un noyau et un nuage qui comprend autant d'électrons négatifs que de protons positifs présents dans le noyau est un atome. Il est électriquement neutre, sinon, c'est un ion. Les atomes peuvent s'agencer entre eux pour former des structures plus grosses et plus complexes, telles que les molécules. Une quantité importante de particules de matière s'exprime en moles.
La chimie est la science qui étudie comment se combinent les noyaux et les électrons pour former divers éléments et molécules.
Chaque particule élémentaire et, par extension, toute particule composite est associée à une (anti-)particule d'antimatière (par exemple électron-positron ou proton-antiproton). Une particule d'antimatière se distingue de sa partenaire par le fait que sa charge électrique soit opposée. En outre, les nombres baryoniques et leptoniques sont conservés. Toutefois, de telles particules possèdent la même masse.
Bien que les lois fondamentales de la physique n'indiquent pas une préférence pour la matière par rapport à l'antimatière, les observations cosmologiques indiquent que l'Univers est presque exclusivement constitué de matière,.
À noter que la plus grande partie (99,99 % du volume) d’un atome est constituée de vide. C’est ce que l’on appelle une structure lacunaire, qui a été prouvée par l’expérience de Lord Ernest Rutherford. Les noyaux (donc la matière à proprement dit) de deux atomes qui constituent la « matière » sont séparés par une grande distance de vide.

### Matière et théorie de la relativité
Les travaux d'Albert Einstein en relativité restreinte ont abouti à la fameuse équation E = mc2, où E est l'énergie au repos d'un système, m est sa masse et c est la vitesse de la lumière dans le vide. Cela implique donc que la masse est équivalente à de l'énergie et inversement.
Ainsi par exemple lorsque plusieurs particules se combinent pour former des atomes, la masse totale (au repos) de l'assemblage est plus petite que la somme des masses des constituants (au repos) car en fait une partie de la masse des constituants est convertie en énergie de liaison, nécessaire pour assurer la cohésion de l'ensemble. On appelle ce phénomène le défaut de masse.
Ce même physicien a établi le lien entre la courbure de l'espace-temps et de la masse-énergie grâce à la théorie de la relativité générale : la masse (l'inertie) de la matière (ou une équivalence en énergie) courbe l'espace-temps « indique » les géodésiques à suivre, les trajectoires possibles. Ainsi, en relativité générale, la matière et l'énergie sont regroupées sous la même bannière et une façon d'en mesurer la quantité est d'observer la courbure de l'espace-temps qui les contient.

## Philosophie
À l'origine, la matière désigne l'élément naturel destiné à être « informé » (travaillé) par l'homme (le bois, l'argile) ; puis elle est devenue progressivement le fond indifférencié, le réceptacle. Devenue pur concept, elle est atteinte par une opération de l'esprit et correspond à ce qui pourrait subsister si l'on faisait abstraction de toutes les qualités particulières d'une chose. Elle n'est pas un simple matériau passif mais manifeste une certaine nécessité interne qui autorise à la faire figurer parmi les causes ou même les principes.
Aristote porte cette notion au statut de concept « j'appelle matière le premier « substrat », hupokeimenon, de chaque chose, d'où une chose advient et qui lui appartient d'une façon immanente et non par accident […] Les êtres sensibles sont des composés de matière et de forme, et la matière est le substrat du changement ».

## Religions

### Dualismes
Il y a dualisme entre matière et esprit. L'une est solide, rigide, tangible et immobile de même que limitée, alors que l'esprit est évanescent, créateur, dynamique et principalement sensitif. Ainsi, le fait de mélanger esprit et matière faisait partie du plan de Dieu. L'homme est ainsi à la frontière entre le monde créé qui comporte les trois premiers règnes (minéral, végétal et animal) et le monde créateur. Or, de cette situation l'homme sur cette terre se voit attribuer une tâche, une finalité à savoir élever la matière, créer un lien entre le monde créé et le monde créateur, ceci afin que la Vie puisse circuler librement dans toute la création. En d'autres termes, l'Esprit jouerait un rôle primordial sur la matière, selon John Eccles qui reçut le prix Nobel de physiologie et de médecine en 1963.[non neutre]

### Monismes

#### Teilhard de Chardin
Pierre Teilhard de Chardin affirmait que nos pensées sont des énergies vivantes, des énergies psychiques qui imprègnent le milieu. Ainsi, « L'univers est collecteur et conservateur, non pas d'énergie mécanique mais de personne. L'esprit n'est plus indépendant de la Matière, ni opposé à elle, mais émerge laborieusement d'elle sous l'attrait de Dieu par voie de synthèse et de contraction ».
Teilhard inventa le principe de noosphère, sorte de milieu d'énergies psychiques qui envelopperait la terre, et affirma ainsi que selon la nature des pensées humaines bonnes ou mauvaises, ces dernières imprégnant le milieu, seraient, entre autres, capables de dégénérer les organismes de vie, viendraient alors les maladies. Cette thèse rejoint en fait la parabole du jardin d’Éden dont Adam et Ève furent chassés par leur péché. Dans ce cas, la matière n'est rien d'autre qu'une pâte à modeler pour l'esprit, pour l'être humain, et que nous avons la création dans notre charge. La matière, au sens propre comme au sens figuré, est notre poids à porter.

### Selon les pensées immanentes

#### D'Aristote aux naturalistes immanents
- Aristotélicien
- Naturalisme (philosophie)

#### Par les matérialistes
- Philosophies matérialistes

## Autres approches: la matière comme support d'information
Les principaux supports d'information sont le papier et, de plus en plus, les équipements électroniques qui stockent de l'information (matériels informatiques, réseaux, bases de données, systèmes de gestion électronique des documents, systèmes de gestion de contenu) ou la diffusent (réseaux).
Dans ce qu'on appelle parfois l'économie de l'immatériel, on fait souvent passer l'information du support papier au support électronique dans un processus appelé « dématérialisation ». Or les termes « économie de l'immatériel » et « dématérialisation » sont peu appropriés : en réalité, on ne fait que changer le support de l'information. Le nouveau support, électronique, est lui aussi matériel.
La dématérialisation est fréquemment présentée comme avantageuse pour le respect de l'environnement et du développement durable. Mais l'utilisation des deux types de supports d'information consomme de l'énergie et des ressources naturelles (bois pour le papier, métaux pour les équipements électroniques) et génère des déchets (les vieux papiers et les déchets d'équipements électriques et électroniques). Le bilan global du point de vue de l'environnement et du développement durable fait l'objet de discussions.